# Nitrome Limited
Nitrome Limited, beter bekend als Nitrome, is een onafhankelijke gameontwikkelaar gevestigd in Londen. Hun games zijn te herkennen aan het pixel-artontwerp en de cartoonachtige uitstraling, samen met een jingle aan het begin van ieder spel. Nitrome werd opgericht door Mat Annal en Heather Stancliffe, twee grafisch ontwerpers, met de bedoeling om games voor mobiele telefoons te maken. In plaats daarvan begon het bedrijf gratis onlinespellen te maken. Nitrome publiceert de spellen op zijn website en daarnaast zijn deze vaak ook beschikbaar op andere websites, zoals Miniclip, Candystand en MTV Arcade.

## Geschiedenis
De oprichting van Nitrome was het uiteindelijke gevolg van een gesprek tussen Mat Anal en Heather Stancliffe, waarin Anal voorstelde om een spelletje voor mobiele telefoons te gaan maken. Stancliffe aarzelde aanvankelijk nog, maar Anal overtuigde haar ervan dat het een succesvol idee zou kunnen zijn. De tijdelijke website voor hun aanstaande project ging op 3 april 2005 van start, met een voorvertoning van Chick Flick, hun eerste spel. Op 20 mei 2005 sloot Anals broer Jon zich bij hen aan, hij helpt met de pixel art.